# Mount Bosnek
Mount Bosnek (englisch; bulgarisch връх Боснек wrach Bosnek) ist ein 1550 m hoher und vereister Berg im westlichen Teil der Voden Heights an der Oskar-II.-Küste des Grahamlands auf der Antarktischen Halbinsel. Er ragt 4,04 km südlich des Mount Zadruga, 30,53 km westlich des Peleg Peak, 9 km nördlich des Moider Peak und 18,6 km nordöstlich des Kjulewtscha-Nunataks zwischen zwei südostwärts fließenden Nebengletschern des Fleece-Gletschers auf.
Britische Wissenschaftler kartierten ihn 1976. Die bulgarische Kommission für Antarktische Geographische Namen benannte ihn 2013 nach der Ortschaft Bosnek im Westen Bulgariens.